# Schweizer Jugend forscht
Schweizer Jugend forscht (französisch Science et Jeunesse, italienisch Sicenza e Gioventù) ist eine schweizerische Stiftung, die 1970 von Adolf Portmann gegründet wurde. Sie ist die älteste Schweizer Stiftung dieser Art. Sie fördert Jugendliche, ihr Potential in verschiedenen wissenschaftlichen Richtungen ausschöpfen zu können. Gefördert wird die Stiftung vom Schweizer Bund, einigen ehrenamtlichen Mitarbeitern und vielen Grossunternehmen.
Am bekanntesten ist der nationale Wettbewerb. Der Wettbewerb besteht aus einer Vorselektion im Herbst und einer Endrunde im Frühjahr. In der Endrunde werden die Prädikate gut, sehr gut und hervorragend vergeben. Projekte mit der Auszeichnung hervorragend werden in der Regel mit Sonderpreisen belohnt. Zusätzlich werden die Arbeiten mit einem Preisgeld honoriert.
Adolf Portmann war ein wissensdurstiger Jugendlicher, der kaum Mittel hatte, seine Neugier in Biologie ausleben zu können. Dies bewog ihn im Alter von 70 Jahren dazu, den ersten nationalen Wettbewerb unter dem Namen Schweizer Jugend forscht durchzuführen. Drei Jahre später gründete er die gleichnamige Stiftung.
Heute hat Ralph Eichler das Amt des Stiftungsratspräsidenten inne. Eichler war selbst Teilnehmer am ersten nationalen Wettbewerb im Jahre 1967.